# Грос-Норденде
Грос-Норденде (нем. Groß Nordende) — община в Германии, в земле Шлезвиг-Гольштейн. 
Входит в состав района Пиннеберг. Подчиняется управлению Морреге.  Население составляет 699 человек (на 31 декабря 2010 года). Занимает площадь 5,63 км².